# Кузнечка
Кузне́чка — один из исторических районов Бишкека, назван по Кузнечной крепости и одноимённому холму. Преимущественно застроен частными жилыми домами.

## История
Кузнечка — один из самых старых районов Бишкека. Поселение на территории района существовало как минимум с VII века, первоначально называлось Джуль и, вероятно, было согдийским городом. Затем город исчез, позднее на этих землях находились кочевья кыргызов. Поселение возродилось в 1825 году, когда долину захватил Ляшкер Кушбеги, сановный военачальник кокандского хана. Кокандцы возвели на городище бывшего Джуля крепость. После падения Кокандского ханства в 1876 году на эту территорию стали переселяться татары, многие из которых занимались кузнечным делом, что, по одной из версий, и дало название холму и расположенной на нём крепости. В начале XX века район стали заселять переселенцы из Самарской, Тамбовской и Пензенской губерний. В эти годы большая часть укреплений крепости была разобрана для постройки жилых домов.
Сегодня на территории Кузнечки расположены мечеть Ибраимова и единственная действующая синагога в Киргизии. Район считается бедным, значительная часть застройки относится к ветхому и аварийному жилью, однако в силу центрального расположения территория постепенно облагораживается и модернизируется. Планируется также развитие Кузнечки как территории с туристическим потенциалом.

## География
Кузнечка расположена в Свердловском районе города к северо-востоку от его современного центра. Расстояние до центральной площади Ала-Тоо составляет около 1 километра 700 метров. Территория исторического района ограничена улицами Усенбаева, Куренкеева и Керимова и проспектом Жибек-Жолу. 